# Exyston hadros
Exyston hadros là một loài tò vò trong họ Ichneumonidae.